# Камышлытамак
Камышлытамак (баш. Ҡамышлытамаҡ) — село в Бакалинском районе Республики Башкортостан Российской Федерации. Административный центр Камышлытамакского сельсовета.

## География

### Географическое положение
Расстояние до:
- районного центра (Бакалы): 25 км,
- ближайшей ж/д станции (Туймазы): 57 км.

## Население
| 2002 | 2009 | 2010 |
| ---- | ---- | ---- |
| 495  | ↗522 | ↘468 |

### Национальный состав
Согласно переписи 2002 года, преобладающие национальности — татары (44 %), башкиры (39 %).

## Религия
В селе есть мечеть.